# Tapías
El Tapías (8°12′29″N 71°47′57″O / 8.208, -71.7992) es una formación de montaña ubicada en el municipio Rivas Dávila del Estado Mérida. A una altitud de 3.415 m s. n. m. el Tapías es una de las montañas más alta en Mérida. 

## Ubicación
El Tapías se encuentra en el extremo oeste del Estado Mérida al sur de Bailadores, a un costado de la desviación norte de la carretera trasandina. A ese nivel y del lado oeste de la misma carretera se encuentra el Cerro Guamalito. Tapías es el lindero norte del páramo homónimo. Más al este se encuentra el páramo Los Carreros y el páramo San Pedro.